# Mercado Central de Valencia
El Mercado Central de la ciudad de Valencia (en valenciano Mercat Central de València) se encuentra ubicado en la plaza Ciudad de Brujas sin número de la ciudad de Valencia (España). Está considerado como una de las obras maestras del modernismo valenciano.

## Edificio
Es una construcción de estilo modernista valenciano que se empezó a construir en 1914 por Francesc Guàrdia i Vial y Alexandre Soler i March, ambos formados en la Escuela de Arquitectura de Barcelona y habiendo trabajado en el equipo de colaboradores de Domènech i Montaner, arquitecto que se caracterizó por un estilo propio dentro de las líneas del modernismo.
Después de algunas desavenencias y de algunas modificaciones en el proyecto inicial la dirección de las obras las ejecutarán los arquitectos valencianos Enrique Viedma Vidal y Ángel Romaní Verdeguer, finalizándose en enero de 1928.
Desde 2004, la Rehabilitación Integral del Mercado Central está a cargo del estudio madrileño Fernández del Castillo Arquitectos, dirigido por Horacio Fernández del Castillo. Su intervención ha consistido en una restauración completa del edificio; y una puesta al día de la función comercial como mercado y de sus instalaciones.
Está situado en la plaza del Mercado, al lado de la Lonja de la Seda y la plaza de la ciudad de Brujas. La calle vieja de la Paja separa el Mercado Central de la iglesia de los Santos Juanes. En el lado opuesto, el Mercado Central da a las bonitas calles Palafox, plaza En Gall y calle de las Calabazas.
Este espectacular bazar, cuenta con  más de 200 puestos en los que se vende todo tipo de alimentos como pescado, mariscos, frutas, especias, carnes y embutidos entre otros, tanto para consumo doméstico como para abastecer a importantes restaurantes de Valencia, con lo que se corona como el mercado de productos frescos más grande de Europa. La compra en este lugar está cargada de gran encanto por la belleza de su arquitectura y la tradición e historia del mercado.
El Mercado Central combina el metal, las cúpulas, el vidrio, las columnas, al recuerdo gótico del modernismo, como si de una catedral del comercio se tratara, combinando con la vecina Lonja de la Seda. En el centro del edificio se aprecia una gran cúpula coronada por una veleta.

## Referencias

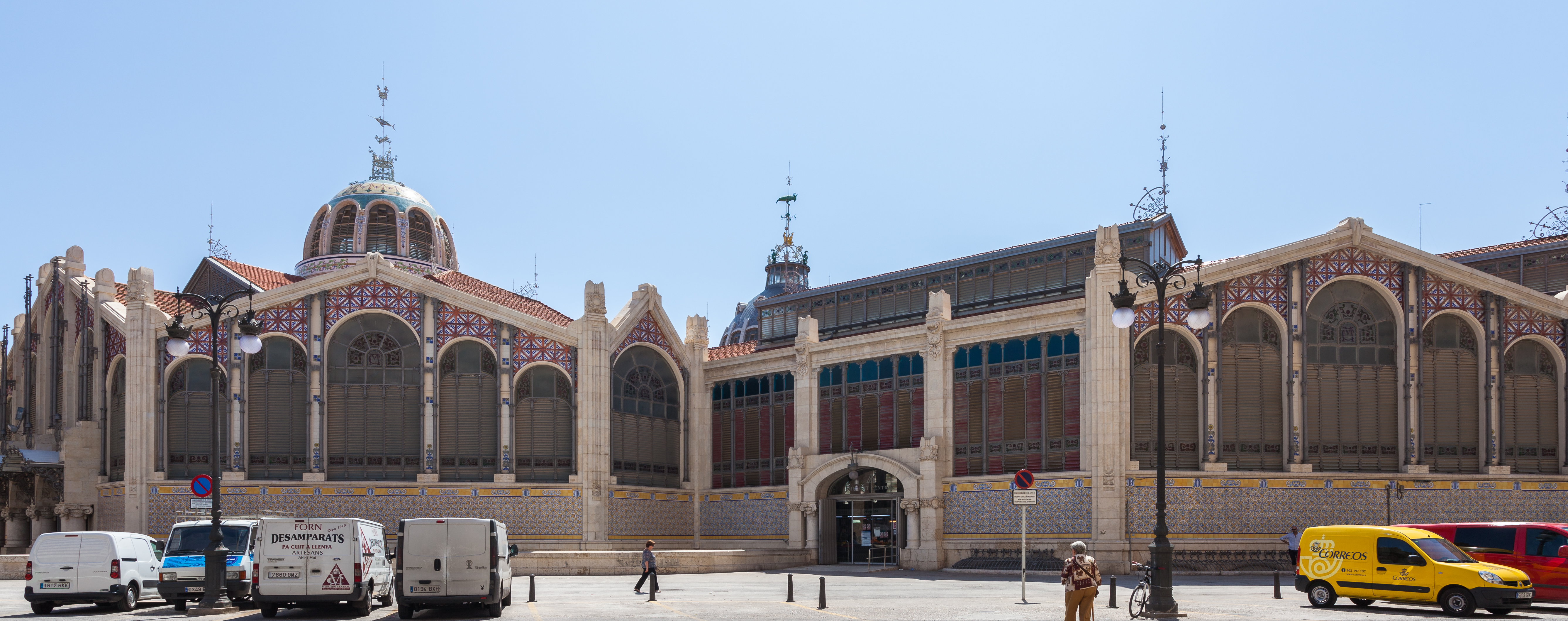
Vista general.
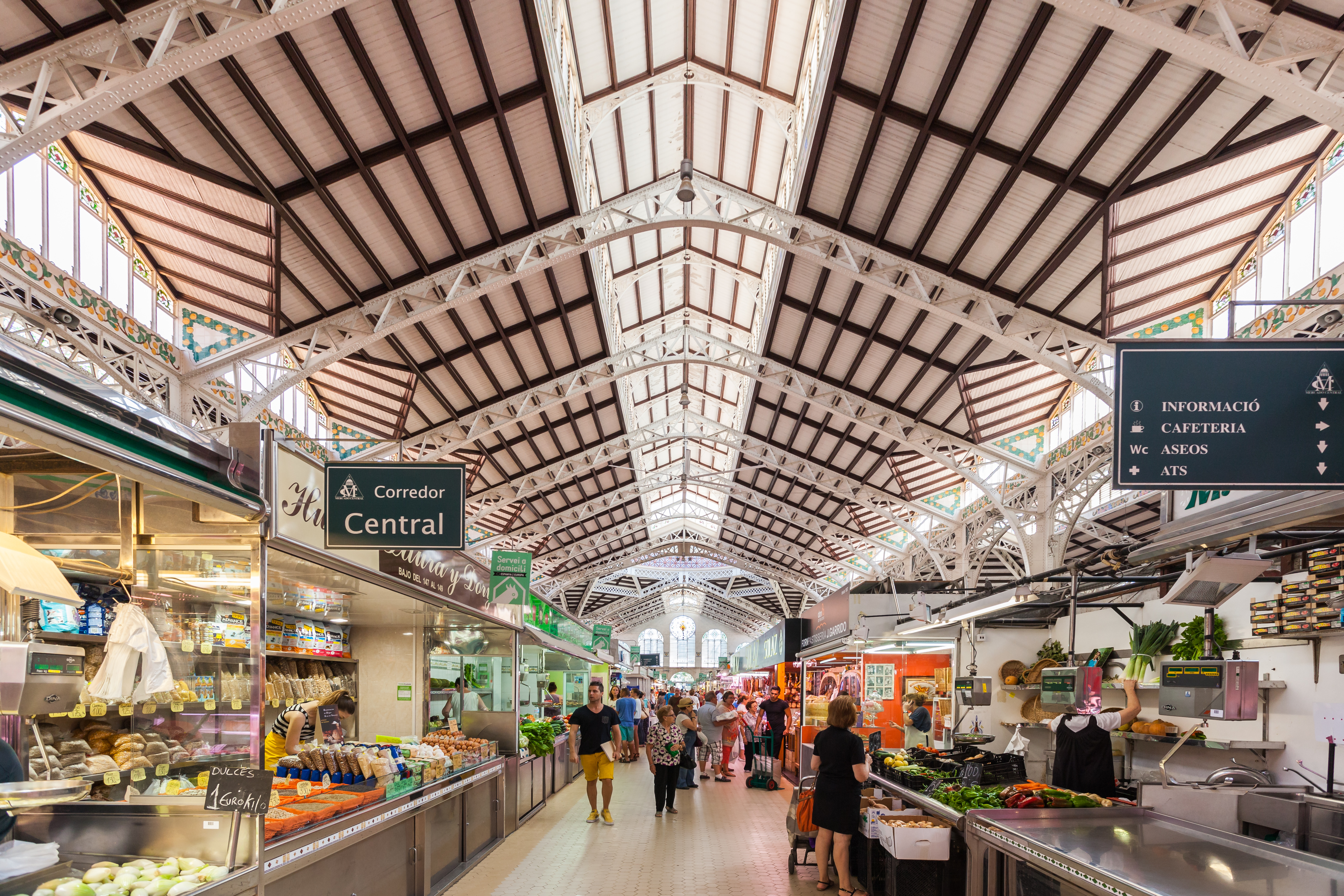
Corredor central.
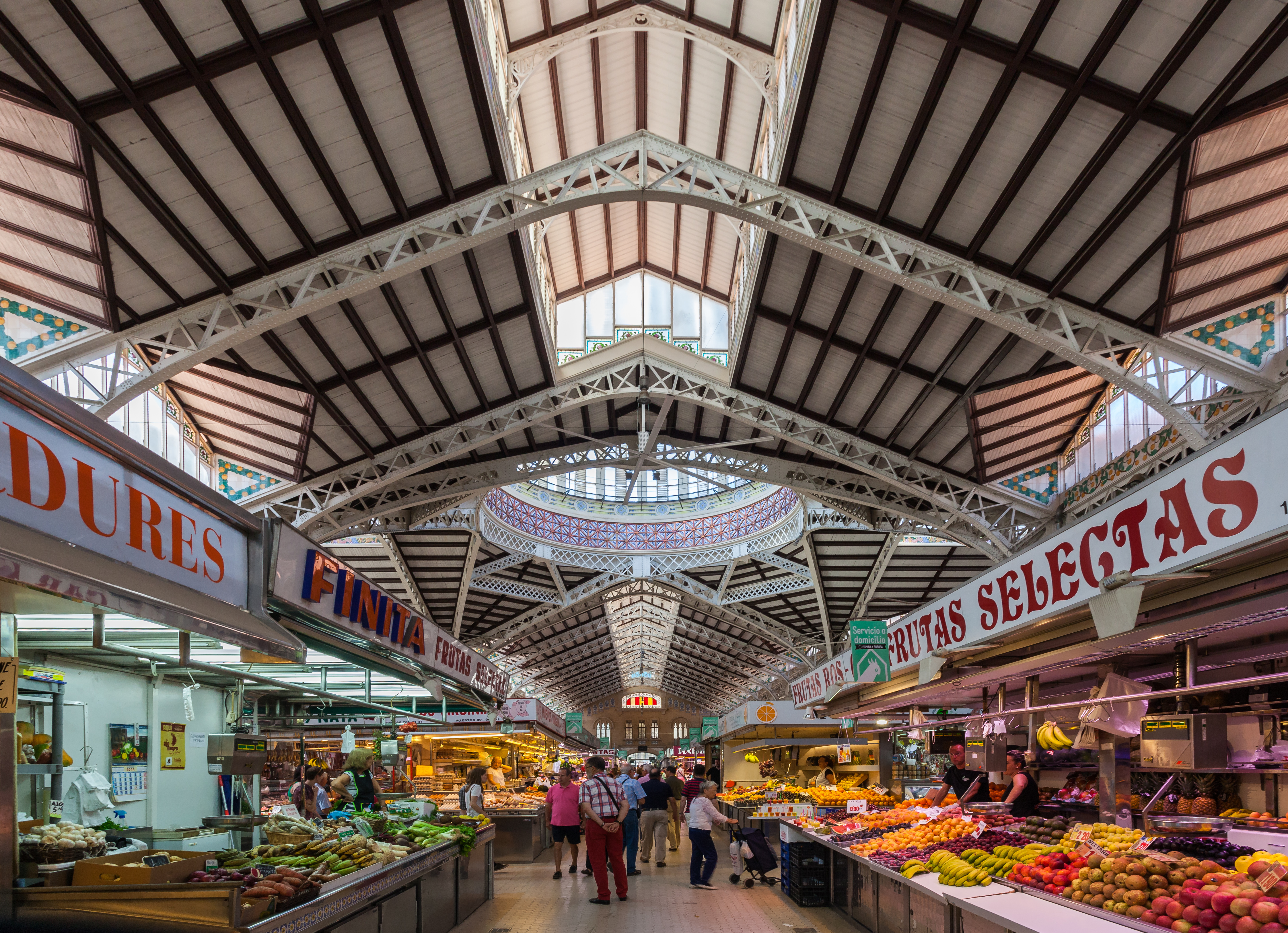
Sección de frutas.
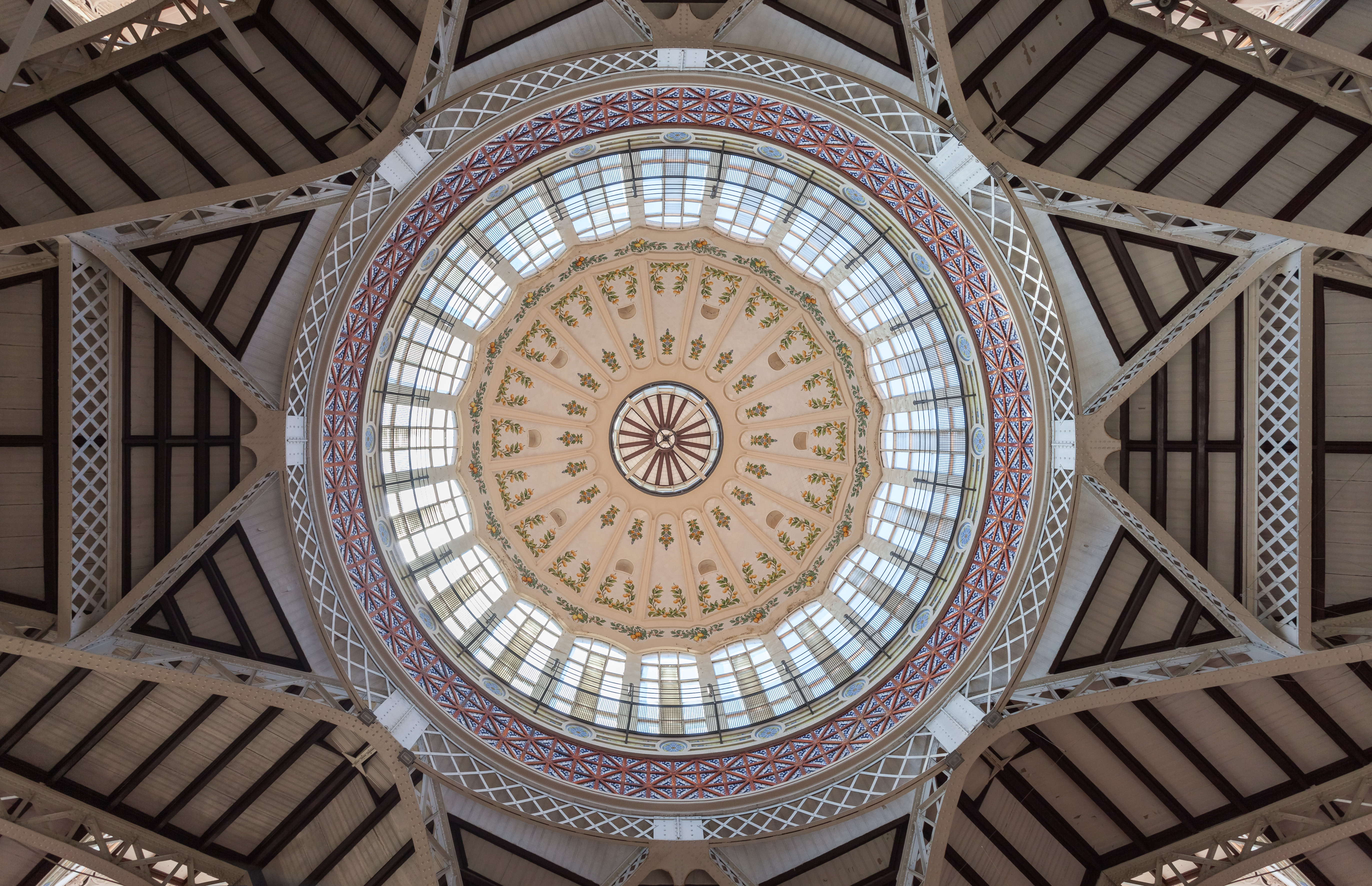
Vista interior de la bóveda.

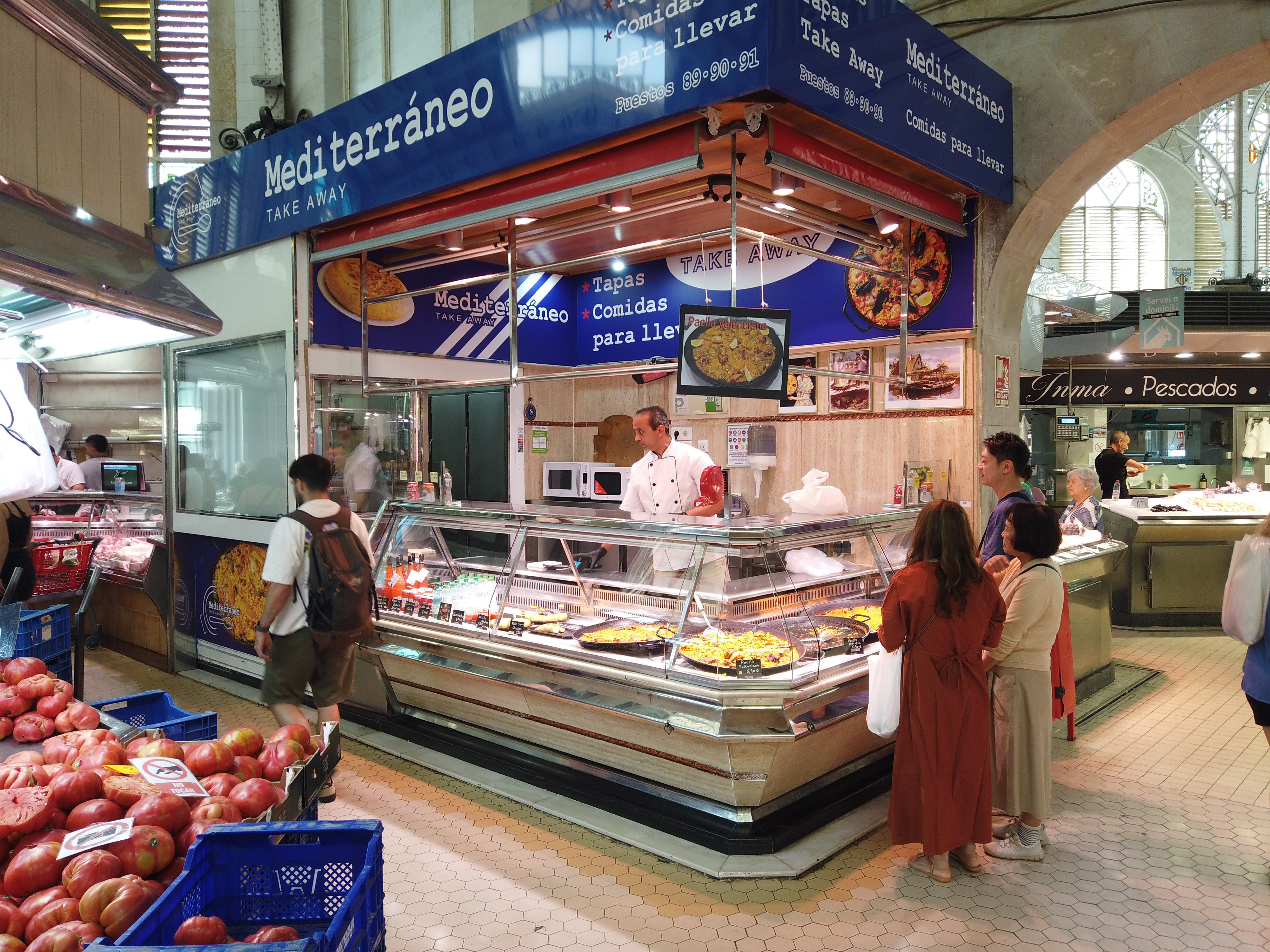
Mercado central Valencia